# Языческие святилища древних славян

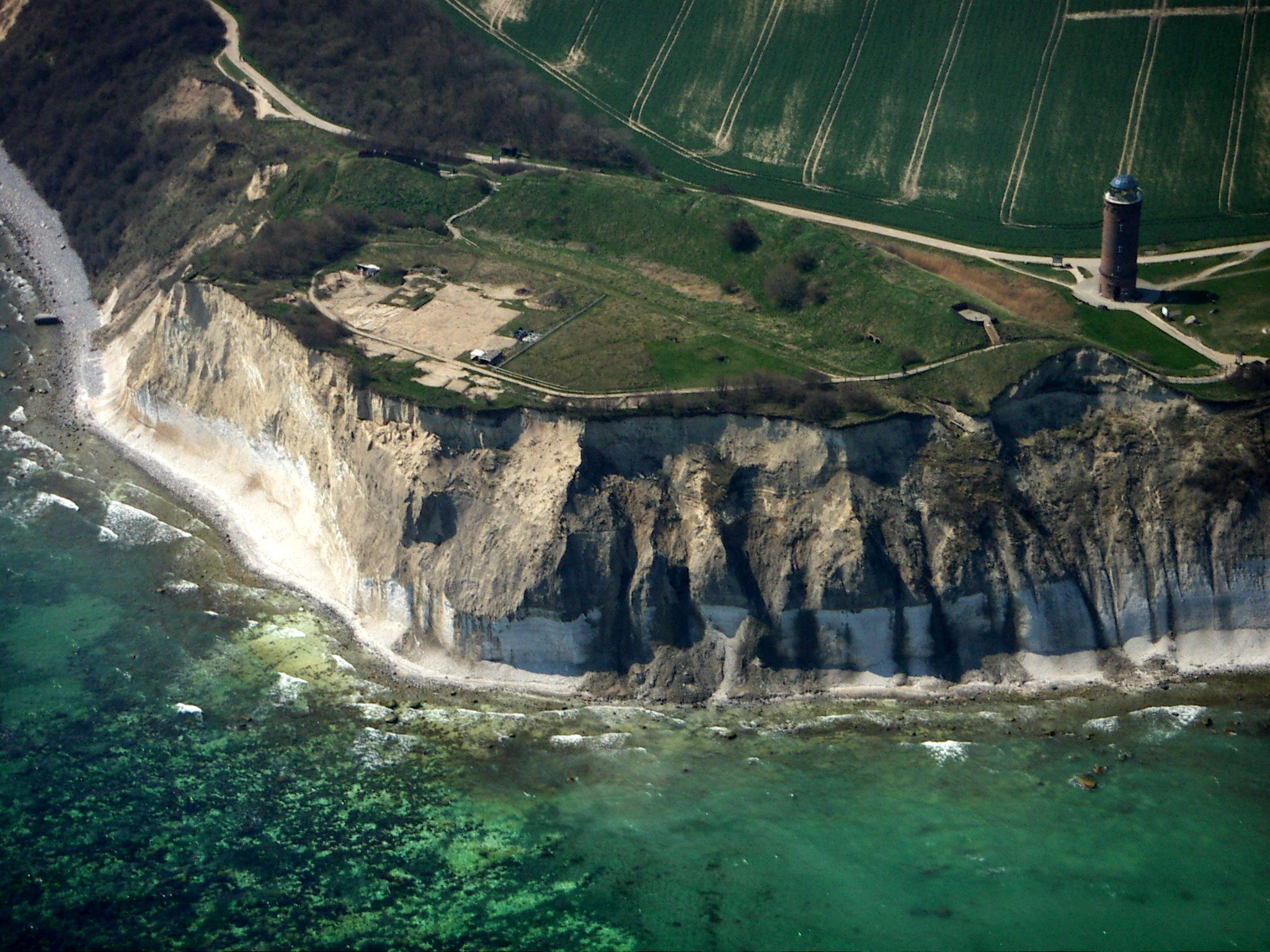
Остатки святилища в Арконе

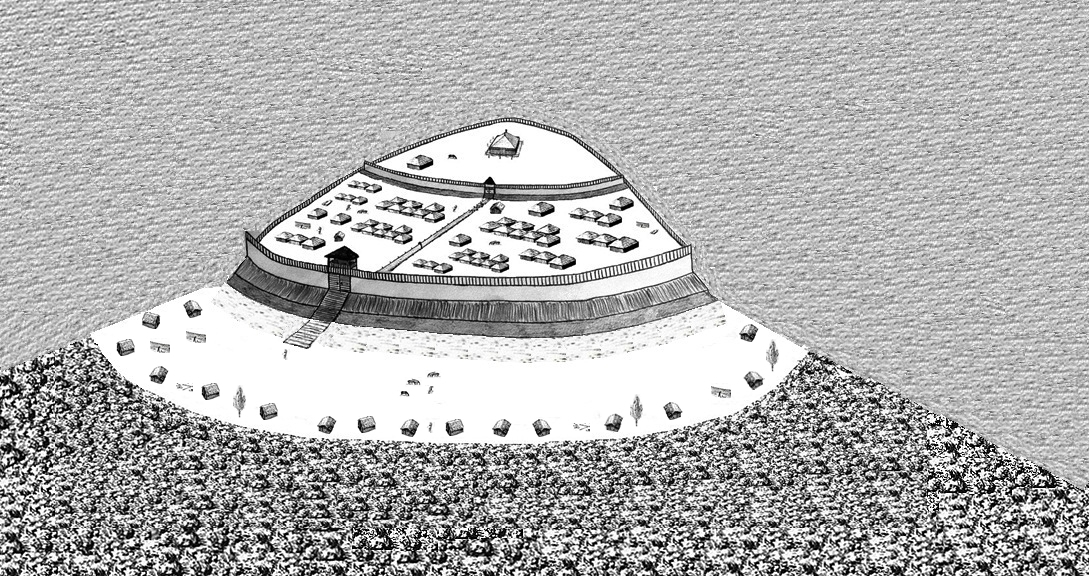
Реконструкция внешнего вида Арконы

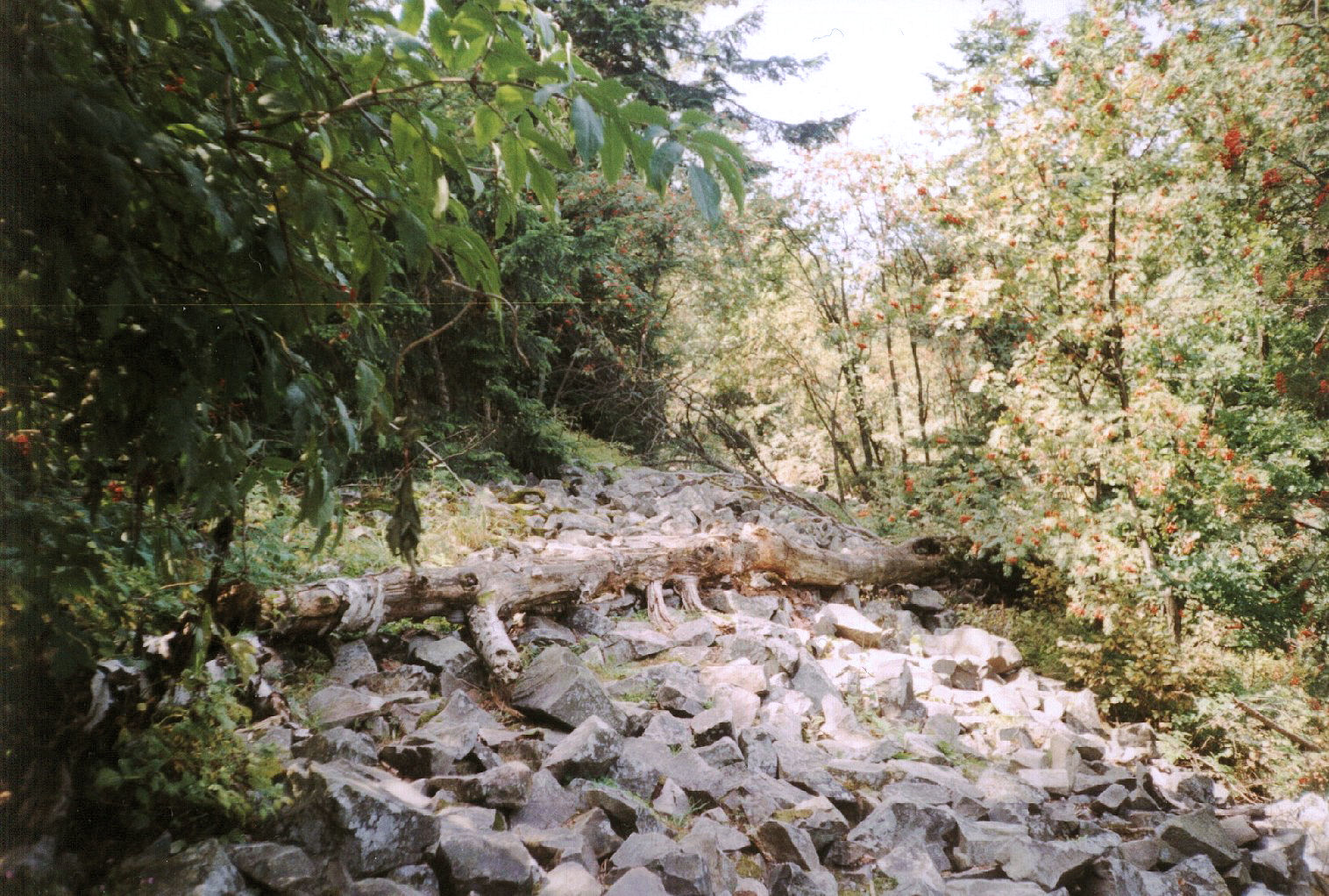
Стена вокруг святилища, Лыса-Гура, Польша

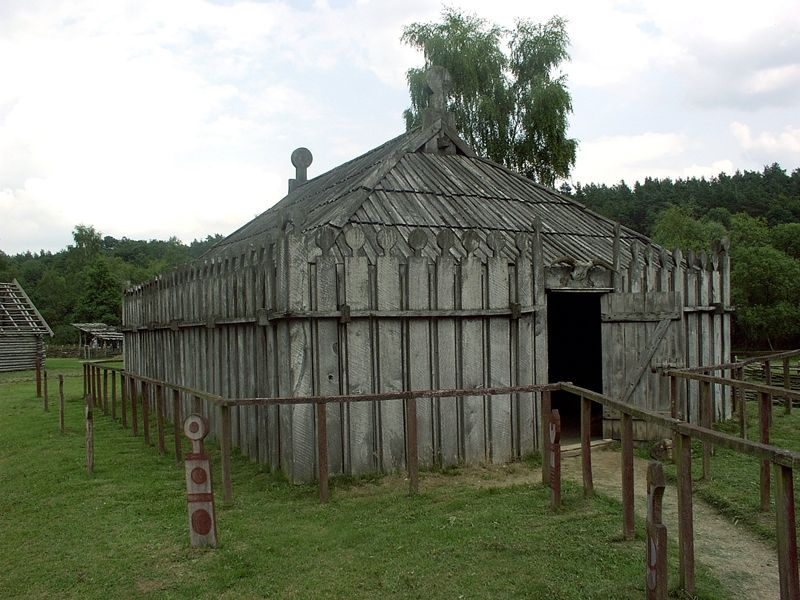
Реконструкция славянского святилища, Радоним, Германия

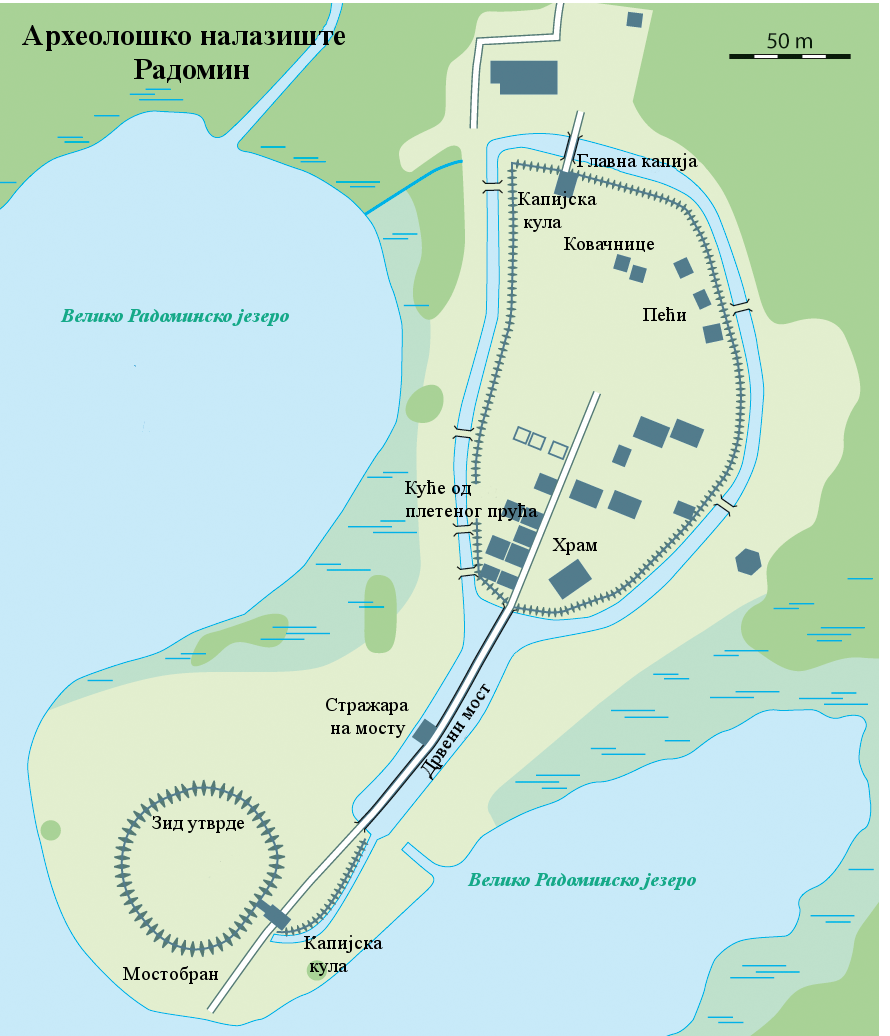
Карта укреплённого поселения, Радоним, Германия

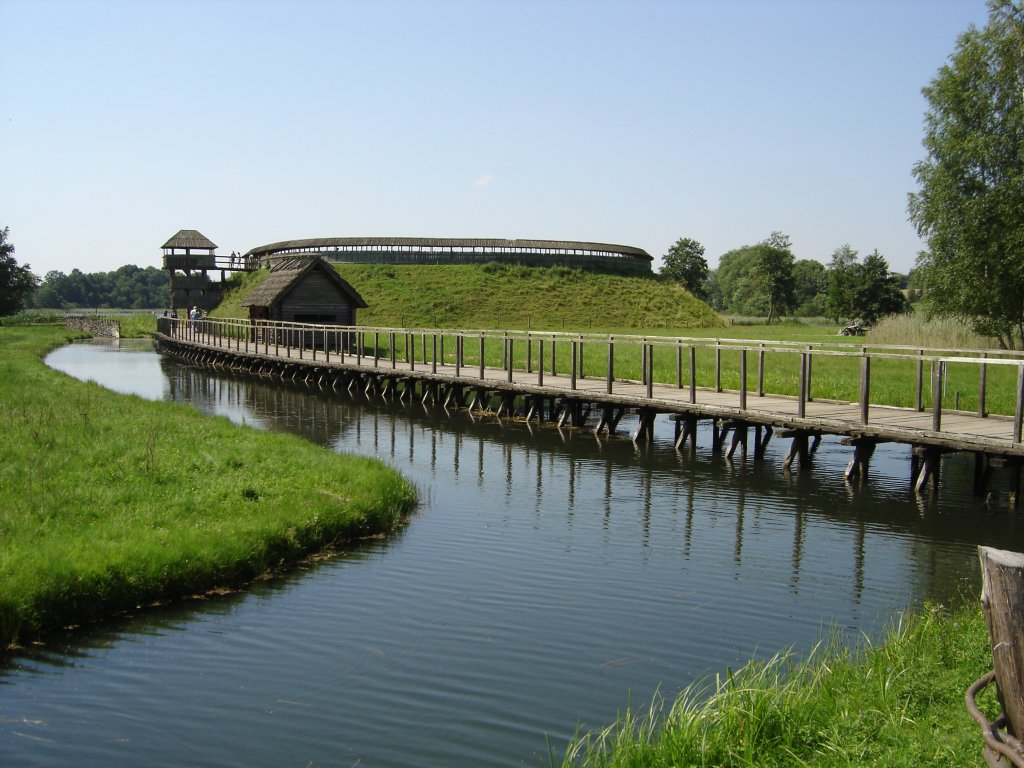
Реконструкция укреплённого поселения, Радоним, Германия

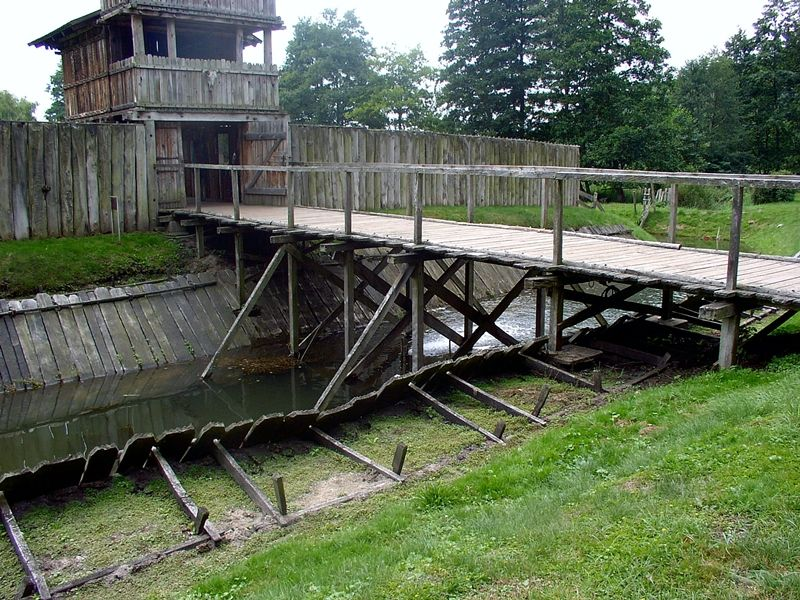
Реконструкция входа, Радоним, Германия

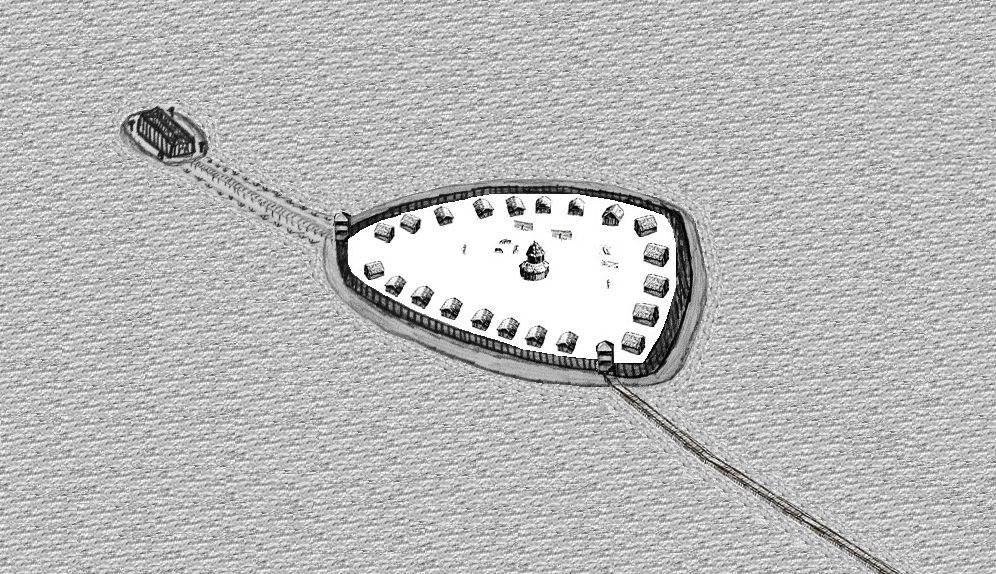
Реконструкция Ретры, X век

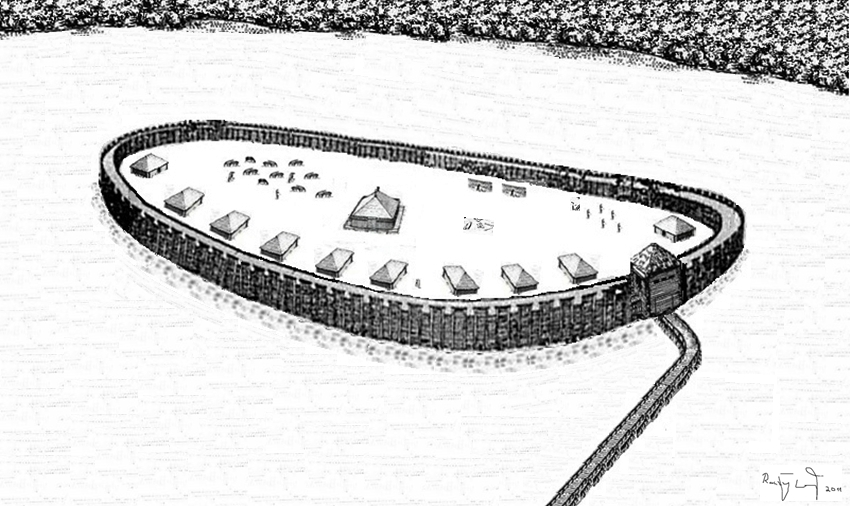
Реконструкция городища на острове, 1150 г., Нойбранденбург, Германия

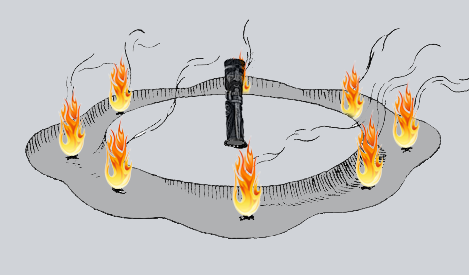
Языческое святилище в Перыни вблизи Новгорода, по реконструкции археолога В. В. Седова

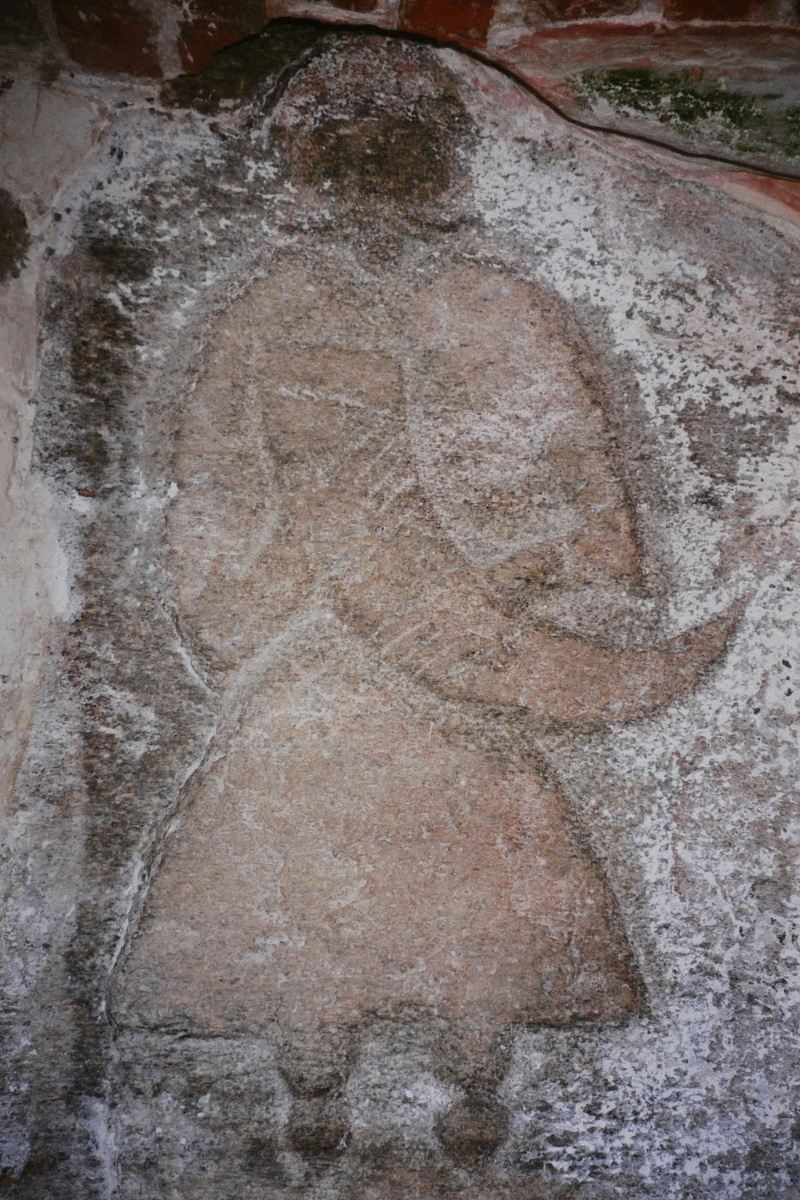
Предполагаемое изображение бога Святовита, камень из святилища Арконы в стене церкви села Альтенкирхен

Список обнаруженных славянских капищ, расположенных на территории нынешних России, Украины, Белоруссии, Польши, Чехии, Германии и Болгарии.
1. Аркона на острове Рюген, Германия — городище-святилище IX—XII веков, расположено на мысу высотой 40 метров, обращённом к востоку. С трёх сторон омывается морем и в большей степени разрушено. Современные размеры — 90 метров с востока на запад и до 160 метров с севера на юг, предполагаемые прежние размеры в 2—3 раза больше. Раскопки проводились в 1921, 1930 и 1969—1971 годах, когда через площадку и вал были проложены траншеи шириной 1 метр. В валу выявлены три строительных периода, обнаружены прослойки обожжённой глины, угля, камней. С внутренней стороны вала проходит плоский ров и с внешней стороны более глубокий ров также с плоским дном. Оконечность мыса отделена внутренним валом шириной 5—6 метров и плоским рвом шириной 10 метров, сооружёнными в IX веке. На площадке между валами построек не обнаружено. Частично раскопаны углубления в материке (глубиной до 60 сантиметров), имеющие длину 4,1 и 6,2 метра и содержащие многочисленные вещи. В одной из траншей выявлена каменная кладка и под ней в углублении найдено 8—11 мужских черепов, частично повреждённых, кости животных, вещи, обломки посуды X—XII веков. В другой траншее в углублении находились остатки ларца с многочисленными вещами. У северного склона городища находится источник воды и к нему проложена дорожка. В окрестностях городища расположены 14 поселений и большой курганный могильник.
2. Асташово, Смоленская обл., Россия — городище в лесу среди болот на левом берегу Сожа. Овальная площадка (14,5х12 метров) окружена расплывшимся валом (ширина 4 м, высота 0,5 м) и рвом глубиной 50 см. Под насыпью вала и в ней встречается уголь. Площадка городища вдоль вала прокалена. Третьяков П.; Шмидт Е. А., 1963. С.124—125.
3. Бабин, Черновецкая обл., Украина — городище на вершине останца правого берега Днестра. Центральная площадка круглой формы (диаметр 7 метров) окружена заплывшим рвом с выступами полукруглой формы (ширина рва 2 метра). С напольной стороны по склону останца проходят два дугообразные эскарпа, доходящие до обрывов. Во рвах найдены угли, кальцинированные кости, обломки лепной и гончарной посуды IX—X веков. Рядом с городищем находится большое синхронное поселение.
4. Бабина долина, Тернопольская обл., Украина — культовые яма и площадка ХII — начала XIII в., расположенные на месте поселения XI—XII веков, находившегося у подножия городища-святилища Звенигород. Раскопками, проводившимися в 1985—1989 годах Тернопольским краеведческим музеем под руководством М. А. Ягодинской, вскрыта большая площадь на поселении и открыты жилые полуземлянки с печами-каменками и хозяйственными помещениями с каменными рабочими площадками.
5. Бабка, Ровенская обл., Украина — городище на восточной оконечности песчаной возвышенности. Круглая площадка диаметром 30 метров окружена углублениями в виде прерывистого ровика и отдельных корытовидных ям. Почти в центре площадки находится столбовая яма (диаметр 0,5 метра и глубина 0,7 метра) и скопление угля диаметром 1 м. В южной части обнаружено трупосожжение в горшке. На городище найдены нож, кости животных, обломки лепной и гончарной посуды VIII—X вв. На вершине окружающего вала лежат уголь и обгоревшие бревна. Мелкий ров заполнен прослойками угля. Рядом расположено синхронное селище.
6. Благовещенская Гора около Вщижа, Брянская обл., Россия — городище-святилище юхновской культуры. Сохранилось менее чем наполовину, так как находится на излучине реки, разрушающей северную часть мыса. Уцелевшая часть городища (40×25 метров) с напольной стороны ограничена валом и широким рвом (ширина 18 метров). С внутренней стороны к валу примыкал длинный общественный дом. На городище найдена роменская керамика IX—X веков, рядом расположено синхронное селище, в котором открыто жилище и остатки длинного дома. Найдены амулеты из просверленных клыков, бобровых позвонков, камни с прочерченными крестовидными знаками, гребень с конскими головками. Возможно, городище служило святилищем и в это время. Во время расцвета Вщижа, в XI—XIII веках, на городище находилось кладбище и рядом, по преданию, была построена Благовещенская церковь.
7. Богит, Гусятинский район, Тернопольская обл., Украина — городище-святилище расположено на самом высоком холме в лесистой местности Медоборы в 5 километрах от с. Городница (Збручский культовый центр). Является ближайшим культовым памятником к месту находки Збручского идола. Раскопки проводились в 1984 году Прикарпатской экспедицией Института археологии РАН. Траншеями перерезаны валы городища: главный вал около въезда на городище, второй вал у среза пересекающей его дороги, третий вал также около обнажения на дороге, северный земляной вал перерезан в трех местах. На площадке городища расчищено капище, жертвенник и три постройки — западины.
8. Бранденбург, Германия — культовая площадка, расположенная рядом с городищем, возникшим в VIII веке, по преданию святилище Триглава. На холме под фундаментом костёла обнаружен культурный слой «нежилого» характера.
9. Бродовин, Германия — площадка-капище находится на самой высокой части полуострова, выдающегося в озеро, окружена рвом (ширина его 5 метров, глубина 80 сантиметров), имеет диаметр 25 метров. На склоне холма расположено поселение IX/X—XIII вв. В 1258 году здесь построен монастырь.
10. Бубнище, Ивано-Франковская обл., Украина — городище, с трёх сторон окружённое скалами, с четвёртой стороны ограничено валом и внутренним рвом шириной 10 метров. Диаметр площадки — 40 метров. В скале выбит колодец, к которому ведут каменные ступени. Колодец (2х2 м, современная его глубина — 5—6 метров) не доходит до воды. В скалах выбиты три пещеры с сохранившимися пазами от брёвен. На скалах изображены солярные знаки, углубление в форме ладони, личины. Рядом находится большой курганный могильник, состоящий из насыпей диаметром 5 метров и высотой меньше 1 метра.
11. Василев, Черновецкая обл., Украина — на могильнике XII—XIII веков открыты ямы с углем, костями животных и черепками.
12. Верховляны, Гродненская обл., Белоруссия — городище, круглая площадка (7х7 метров) которого ограничена внутренним рвом и валом. Во рву обнаружена каменная кладка, угли и гончарная керамика XI—XIII веков.
13. Волин, Польша — на самом высоком месте старого города раскопана деревянная постройка 5×5 метров, окружённая оградой. Существовала со второй половины IX до начала XII веков. В окрестностях найдена бронзовая фигурка коня, несколько деревянных фигурок, среди которых одна четырёхликая. На склоне Серебряного Холма находится кострище, где между камней, рыбьей чешуи лежал кусок черепа человека. Рядом открыта яма с двумя черепами, фрагментами посуды и костями животных.
14. Воргол, Липецкая обл., Россия — на городище-убежище частично сохранились обожжённая глиняная площадка (12х6 метров). В её центре находилась столбовая яма, рядом с ней скелет лошади, три наконечника стрел. На площадке лежали нож, обломки замка, гривны, трапециевидная привеска, бусина, астрагалы, льячки. Кругом площадки сохранилось шесть ям с золой, костями животных, черепками посуды, пряслицем, обломком жёрнова, косой, салтовской серьгой. Вещи относятся к X—XI веков. В валу городища обнаружено ритуальное захоронение конской головы, 94 астрагала.
15. Вышегрод, Польша — на возвышении правого берега Вислы находится круглая площадка (диаметр 18 метров), в центре которой сохранились следы столбов, прямоугольных срубных построек, череп тура. Площадка окружена рядом камней, среди которых находится алтарь, плоский камень-жертвенник, скелет человека. К площадке ведёт вымощенная камнями дорога, на которой лежало два серпа и едет[что?] человека. Объект датируется X—XIII вв. В 2,6 километрах около городища Округлая гора выявлен ров, ограничивающий круглую площадку (диаметр приблизительно 20 метров). В выступе рва найдены угли, кости животных, обломки посуды. Рядом расположено селище VI—XI веков.
16. Гнезно, Польша — на горе Леха под фундаментом костёла обнаружено кострище, состоящее из трёх слоев камней с прослойками угля и золы толщиной 2,5 м. Найдены кости животных и черепки конца VIII — начала X веков.
17. Говда, Тернопольская обл., Украина — городище расположено на мысу правого берега Збруча, окружено валом и с напольной стороны рвом (Збручский культовый центр). Овальная площадка городища (40*20 метров) имеет наклон к юго-востоку с перепадом высот 20 м. В 1988, 1989 годах вскрыта площадь 108 м².
18. Головно, Волынская обл., Украина — городище расположено на возвышении среди болотистого луга. Круглая площадка (диаметр 30 метров) слегка повышается в центре и покрыта золистым слоем толщиной 50 сантиметров. Под насыпью кольцевого вала (высота его — 1 метр) залегал слой камней, угля и обгоревших костей. Вдоль вала выявлено несколько корытовидных ям и скопления камней. Найдены обломки посуды X века, кости животных, фрагмент обгоревшего черепа человека и два зуба.
19. Гора Хельмска около Кошалина, Польша — на верху горы обнаружены остатки постройки культовой 2,5×4,5 метра, с очагом из камней. Рядом находятся ямы с углем. Найдены нож, кресало, пряслице, кости животных и рыб, черепки посуды X—XIII веков.
20. Брановцы, Болгария — круглая площадка из глины, имеющая два выступа. Найдены кости животных, обломки посуды IX—X веков.
21. Горбово, Черновицкая обл., Украина — городище расположено на мысу правого берега Прута. Овальная площадка городища (диаметр — 30 м) окружена кольцевым валом и рвом, к ней примыкают две боковые площадки, расположенные на склоне и также ограниченные валами. Плоская вершина центрального вала и уступ с его внутренней стороны вымощены камнями, покрыты углем, обожжённой глиной и костями животных. Следы огнищ прослеживаются на вершине валов, окружающих боковые площадки городища. Культурного слоя нет. Рядом расположено селище IX—X веков.
22. Горки, Вологодская обл., Россия — на могильнике XII — начала XIII веков открыта овальная культовая яма (2,1х1,55 метра, глубина 60—70 сантиметров). Найдены два замка, оковка деревянной посуды, скелеты двух собак, трех уток, стрепета, рыб и на дне ямы ещё три скелета собак. Яма засыпана камнями и шлаком.
23. Городок, Хмельницкая обл., Украина — на краю селища VI—VIII веков находится каменная вымостка (2,3х1,5 метра), обожжённая сверху, и рядом яма (диаметр 1,5 метра, глубина 20 сантиметров) с обожжённым дном, заполненная углем, золой, пережжёнными костями животных, обломками посуды.
24. Гродова Гора около Тумлина, Польша — на высоком холме Свентокжицких гор, покрыта лесом, сохранилось три концентрических вала, сложенных из камней и не имеющих оборонительного значения. На склоне горы расположены селища IX—XI веков. Наверху горы построена часовня.
25. Гросс Раден, округ Шверин, Германия — деревянный храм расположен за пределами поселения X—XIII веков, к нему ведет мощеная дорога. Храм прямоугольный (12,5х7 метров), стены сложены из вертикально стоявших плах, обшитых снаружи досками, имеющими вверху схематически вырубленные головки. Кругом храма на расстоянии от него 1 м проходит ограда из столбов. У входа найден череп зубра, глиняный кубок, обломки посуды IX—X веков. В северной части находилось шесть черепов коней, у юго-восточной стены лежало два копья. Храм перестраивался, его средняя часть повреждена и место для идола не найдено. В XI—XII веках храм был перенесён на городище, расположенное на острове среди озера. Круглая площадка городища имела диаметр 25 метров, вдоль её края у вала располагались деревянные дома.
26. Дембно, Польша — городище в Свентокжицких горах. Площадка городища овальная (15х26 метров), окружена валом и рвом. Во рву найдены опалённые камни, уголь, куски глиняной обмазки.
27. Добжешуво, Польша — городище в Свентокжицких горах на высоком холме. Овальная площадка городища (40х80 метров) ограничена тремя концентрическими валами, прерывающимися в нескольких местах. Четвёртый вал отделяет городище от хребта. Основа невысоких валов (высота 1,5—2 метра) сложена из крупных камней и на ней набросаны более мелкие камни. Поверхность валом обожжена, особенно сильно внутренний склон первого вала и внешние склоны второго и третьего. В центре площадки лежит большой камень с выбитыми на нем кругами. В разных местах на площадке и на валах стоят стелы, лежат большие округлые камни, сложены из камней ящики-жертвенники. В западной части площадки находится каменный фундамент алтаря, рядом с ним керамика VIII—IX веков. По радиоуглеродному анализу, взятому с первого вала, определена дата 795 год. Рядом с городищем находятся селища VIII—X веков. Раскопки на городище проводились в 1975—1981 годах, вскрыта площадь 25×100 метров и перерезаны валы.
28. Животинское, Воронежская обл., Россия — на городище IX—X веков обнаружена яма диаметром 80 и глубиной 60 сантиметров, в которой находились уголь, 23 астрагала с отверстиями, точильный камень, бронзовый котёл, кувшин и горелое зерно. На городище найдены глиняные хлебцы.
29. Зааринген, округ Бранденбург, Германия — около курганного могильника VII—XII веков находится круглая площадка (диаметр 20 м), окружённая кольцевым рвом шириной 2—3 метра.
30. Звенигород, Тернопольская обл., Украина — городище расположено на склоне холма правого берега Збруча около с. Крутилов (Збручский культовый центр). Исследования проводила Прикарпатская экспедиция ИА РАН, Тернопольский краеведческий музей в 1985, 1987, 1988 годах. Открыто три капища, 15 культовых сооружений, 10 длинных наземных домов, сделаны разрезы валов и рвов, исследовались окрестные селища.
31. Зеленая Липа, Черновицкая обл., Украина — на останце правого берега Днестра, среди высоких холмов, заросших лесом, находятся остатки деревянного храма, расположенного на самой высокой части площадки (42х14 метров). Храм прямоугольной формы (5,3х4,2 метра), ориентирован по сторонам света, имел двойные стены, сложенные из бревен и обмазанные глиной. Рядом расположены ямы с прослойками угля в заполнении, в скале высечен колодец (рис. 14, 1—4).
32. Илиев, Львовская обл., Украина — городище расположено на мысу, с напольной стороны ограничено двумя валами и рвами, не доходящими до края площадки. В основании внутреннего вала залегает зольноуглистый слой, плоская вершина вала покрыта каменной вымосткой. К насыпи вала с внутренней стороны сделана прямоугольная присыпка (7,2х8 метров), на верхней площадке которой (5х6 метров) горел огонь, сохранился очаг и столбовые ямы. Площадка городища треугольной формы (60х55 м) лишена культурного слоя, лишь перед валом расположены ямы с углем и костями животных (рис. 11, 3—5), по керамике и бронзовому перстню с фигурным щитком городище датируется XIII веком. Рядом расположено поселение того же времени.
33. Канев, Черкасская обл., Украина — южнее города Роден на Княжьей горе, на мысу правого берега Днепра обнаружена яма (диаметр 1,85, глубина 1,2 метра), заполненная тёмной землёй с пеплом, углем, костями животных.
34. Киев, Украина — на Старокиевской горе открыта каменная кладка (4,2х3,5 метров), имевшая четыре выступа по сторонам света. К западу от него находился «массивный столб», состоящий из слоев обожжённой глины, золы и угля. Вокруг лежали кости и черепа животных.
35. Киев, Украина — на Владимирской улице в 1975 году раскопаны фундаментные рвы и симметрично расположенные ямы, заполненные строительным мусором. Рядом находится чашеобразная яма со слоями глины, угля и золы. Предполагается, что здесь находилось языческое капище.
36. Киев, Украина — на Житомирской улице открыта круглая жертвенная яма (диаметром 2 метра, глубина 1,2 метра).
37. Кирово, Псковской обл., Россия — круглое городище (52х42 метра) расположено на возвышении среди болот. Предполагается, что здесь могло быть святилище.
38. Коломо, Новгородская обл., Россия — круглая площадка диаметром 18 метров, окружённая большими камнями, на которой лежит слой золы и угля, кости домашних животных, обломки лепной посуды, кремнёвый наконечник стрелы. Рядом расположены сопки.
39. Корчак, Житомирская обл., Украина — на западной окраине поселения V—VII вв. расположена яма 60х70 сантиметров, глубина 20 сантиметров), на дне которой лежали семь глиняных хлебцев (рис. 6, 2).
40. Костол, Югославия — площадка, сложенная из камней, на которой лежат птичьи кости.
41. Красногорье, Смоленская обл., Россия — круглое городище (диаметр 20 метров) среди болот окружено двумя концентрическими валами. Под насыпью внутреннего вала обнаружена каменная кладка со следами огня и зольный слой. Такой же слой и обгоревшие бревна лежали на верху вала. Рядом расположено поселение X—XIII веков.
42. Кулишевка, Черновицкая обл., Украина — городище на высоком мысу правого берега Днестра. Круглая площадка (диаметр 8 метров) окружена внутренним ровиком и с напольной стороны ограждена пятью валами и рвами X—XI, XIII веков и раннежелезного периода.
43. Курхим, Чехия — около озера расположена площадка, окружённая рвом. Рядом находится яма, в которой горел огонь. На этом месте построена христианская церковь.
44. Кушлянщина, Смоленская обл., Россия — городище с круглой площадкой и двумя концентрическими валами расположено среди болот. Рядом находится селище VIII-начала XI веков и курганный могильник.
45. Лысая Гора, Польша — городище на высоком холме Свентокжицких гор (высота над уровнем моря 594 метра). Холм зарос лесом, на нем много выходов камней, он не пригоден для заселения. Вершина горы окружена валом, идущим по склону. Вал сложен из камней (ширина его 11 метров, высота 1,5 метра). Вершина вала плоская со следами огня, найдены черепки IX—XII веков. Площадка городища эллипсовидная (1300х150—200 метров), на ней нет культурного слоя и построек. Около горы есть источник и был найден идол. В XII веке на горе построен костел.
46. Микульчицы, Чехия — на мысу над ручьём находится круглая площадка (диаметр 12 метров), окружённая рвом (ширина 3 метра, глубина 70 сантиметров). Посредине площадки расположена яма, обставленная камнями. Ров заполнен углем, в нём найдена гривна, топоры, жернова, обломки посуды IX в. Позднее здесь построена церковь.
47. Нагоряны, Черновицкая обл., Украина — городище на высоком останце правого берега Днестра имеет площадку (диаметр 20 метров), ограниченную валами и эскарпом по краю мыса и с напольной стороны. Найдена керамика IX—X и XI—XII вв.
48. Новгород, Россия — при раскопках в городе открыты три жертвенных ямы. В одной (диаметр 0,6; глубина 1,5 метра) находилось девять деревянных ковшей, во второй (2х1,75 метра, глубина 0,4—0,5 метра) лежали два бычьих черепа и деревянный ковш, в третьей (4х3,3 метра, глубина 1,5 метра) помещён костяк лошади с отделённой головой, огарок свечки, кнут. Ямы датируются X веком.
49. Ошихлибы, Черновецкая обл., Украина — на могильнике XII—XIII вв. открыта яма (диаметр 1,8 метра, глубина 0,5 метра), на дне которой находились угли, кости животных и обломки посуды.
50. Остров Ледницкий, Польша — стоял на тракте Познань-Гнезно, на озере Ледница, место крещения Польши. Через озеро и остров вели мосты общей длиной около 600 метров и шириной 6 метров на вбитых в дно озера кольях. Располагаются каменные остатки палатиума, костёла, баптистерия дороманской архитектуры X века на месте раннего славянского капища.
51. Перынь в 4 км от Новгорода, Россия — на холме, обращённом к востоку, открыты круглая площадка, окруженная рвом с восемью округлыми выступами (диаметр всего сооружения 21 метра). Внутренние склоны рва крутые, внешние пологие. На дне выступов встречаются угли, черепки сосудов Х — начала XI веков, точильный брусок. В центре площадки в яме (диаметр и глубина 1 метр) сохранились следы деревянного столба. Остатки второй площадки (диаметр приблизительно 23 метра) окружены рвом, в котором найдены угли, поясное кольцо, нож, наконечник кремнёвой стрелы. Третья площадка, возможно, находилась под фундаментом церкви XIII века.
52. Петрово, Смоленская обл., Россия — городище с круглой площадкой (диаметр 22 метра) расположено среди болот. Окружено двумя концентрическими валами и рвом между ними (ширина рва 8—15 метров). У края площадки на глубине 35 сантиметров (в насыпи внутреннего вала?) прослеживается зольно-угольный слой толщиной 10—13 см. Рядом находится селище древнерусского времени (рис. 7,2).
53. Плоцк, Польша — на горе Тумской расположена круглая площадка второй половины X века, с кострищем, камнем-алтарем, костями животных, черепом ребёнка. В землю воткнут меч.
54. Подгош, Новгородская обл., Россия — круглая площадка (10,4х13,5 метра) окружена двумя рядами валунов. В центре лежит девять камней, зола, уголь, черепки лепной и гончарной посуды.
55. Поганьско, Чехия — на краю могильника большая яма (диаметр 85 сантиметров, глубина 25 сантиметров) окружена кругом из восьми ям (диаметр круга 2,5—3 метра). С севера сооружение ограничено полукруглым желобком от плетня. По стратиграфическим данным датируется второй четвертью X века.
56. Погосище, Вологодская обл., Россия — на могильнике X — начала XII веков открыта прямоугольная яма без погребения и с тремя топорами.
57. Прага, Чехия — открыта жертвенная яма, в которой находилось шесть человеческих черепов и кости животных.
58. Псков, Россия — на возвышении около курганного могильника находится круглая площадка, ограниченная рвом (ширина 1,6—4,1 метра). В центре площадки находятся две ямы, в одной из которых сохранились остатки дубового столба диаметром 50 сантиметров и высотой 70 сантиметров. На дне ровика остались следы кострищ, кальцинированные кости, обломки посуды. На площадке лежали кости животных. Датируется X в., на рубеже XI—XII веков засыпано песком.
59. Пустары, Польша — городище расположено на холме. Площадка диаметром 7 метров окружена кольцевым валом. Культурного слоя нет. По обломкам керамики датируется XII—XIV веков.
60. Радзиково, Польша — на моренном возвышении находится городище с овальной площадкой (40х60 метров), окруженной валом и рвом. На дне рва лежат камни и вырыты ямы с остатками жертвоприношений. На площадке в разных местах расположены каменные вымостки и ямы, использовавшиеся многократно. Датируется VII—XIV веками.
61. Ревно, Черновецкая обл., Украина — на городище-убежище около могильника с трупосожжениями расположена яма с пологими стенками (диаметр 5 метров, глубина 50 сантиметров), заполненная золой, углем, пережженными костями, обломками посуды, костями животных. В центре углубления находится столбовая яма, окруженная полукругом столбовых ямок.
62. Ретра, Германия — древний славянский город-крепость, а также религиозный центр.
63. Ржавинцы, Черновицкая обл., Украина — городище на отроге высокого плато с круглой площадкой (диаметр 22 метра), окруженной двумя концентрическими валами и рвами. Зольно-угольные слои зале-гают у подножия внутреннего вала, на вершинах обоих валом и на ступеньках, вырезанных в их склонах. Рвы (ширина 5—6 метров, глубина 1 метр) имеют плоское дно и пологие стенки. Культурный слой на площадке отсутствует. Найден четырёхугольный каменный столб, грубо обработанный (высота его 2,5 метра). На площадках между валами сохранился культурный слой толщиной 20 сантиметров с черепками IX—X вв. от стоявших здесь длинных домов. Один из них имел размеры 4×20 метров.
64. Рудлово, Смоленская обл., Россия — городище с овальной площадкой (22х28 метра) находится на мысу среди болот, окружено двумя кольцевидными валами. Вблизи расположено селище X—XIII веков.
65. Рудники, Ивано-Франковская обл., Украина — городище, возникшее в раннем железном веке, расположено на отроге левого берега р. Рыбницы, окружено валом и внутренним рвом, пересечено несколькими рвами. На вершине конусовидного возвышения (6х10 метров) сохранились следы постройки X—XII веков — слой толщиной 40-50 сантиметров, состоящий из кусков глиняной обмазки с отпечатками бревен. Возвышение окружено рвом с тремя последовательными прослойками камней, углем, обломками посуды, разделенными стерильными слоями глины. На террасе вдоль склона городища стоял длинный дом (приблизительная длина его 70 метров, ширина около 4 метра).
66. Рухотин, Черновицкая обл., Украина — на крутом склоне высокого холма проходит дуговидный вал, насыпь которого сильно обожжена. В центре склона выявлена яма (диаметр 0,5 метра) с углем и черепками VIII—X веков и круглая каменная плита (диаметр 0,8 метра).
67. Сущево, Новгородская обл. Россия — площадка (14х17,5 метра), обставленная крупными валунами.
68. Тауфельсберг, Германия — городище расположено на высоком конусовидном холме, окруженном по склону эскарпом и двумя концентрическими валами и рвом. На краю круглой площадки (диаметром 30 метров) открыт слой толщиной 60—70 сантиметров, состоящий из углистой земли и больших камней (внутренний вал?). Найдены средневековые черепки, кости и зубы животных. На холме построена церковь.
69. Тжебятув, Польша — на всхолмлении среди болот находятся две площадки (10х13 и 8х10 м), окруженные рвами (шириной 1—1,5 и метров и глубиной 50 сантиметров), в которых находятся угли и черепки IX—X вв. На площадках расположены кострища и столбовые ямы.
70. Фельдберг, Германия — остатки деревянного храма расположены на мысу, отделенном полукруглым рвом с плоским дном (ширина 2 метра, глубина 60 сантиметров). Остатки храма перерезаны траншеями, выявлены фундамент в виде корытовидных углублений, центральная яма с углистым заполнением. Храм был прямоугольным (5х10 метров), разделен на две части. По керамике сооружение датируется VII—IX веков, по Ci4-900/1000 гг.
71. Фишеринзель, Германия — на селище XI — начала XIII веков найдены два деревянных идола в переотложенном состоянии. Рядом расположен полуостров, выдающийся в озеро и ограниченный с напольной стороны плоским рвом, не имеющим оборонительного значения (ширина 3—4 м, глубина 1 м). Предполагается, что здесь находилось святилище.
72. Ходосовичи, Гомельская обл. Белоруссия — рядом с поселением и курганным могильником X—XI веков расположены две площадки (диаметром 5 и 7 метров), окруженные ровиками (ширина их 20 и 40 сантиметров, глубина 25—50 сантиметров). По сторонам кругов находились серповидные углубления (ширина 1,8, глубина 1 метр). В центре кругов прослежены плоские ямы (диаметры 0,6—1 метр, глубина 15—25 сантиметров). Углубления заполнены углистым песком и золой, обожженными камнями.
73. Хотомель, Брестская обл., Белоруссия — городище на конце песчаной дюны среди болотистой равнины. Почти круглая площадка городища (30х40) окружена углублениями в виде прерывающегося ровика и отдельных корытовидных ям. По обломкам лепной посуды и трехлопастному наконечнику стрелы углубления относятся к VII веку. Углубления перекрыты углистым слоем толщиной 20 см, насыщенным обломками лепной и гончарной посуды, многочисленными вещами VIII—X веков. На слегка повышающейся в центре площадке городища нет культурного слоя и находится несколько ям. В подножии окружающего городище вала залегает слой угля и обгоревшего дерева.
74. Хутынь, Новгородская обл., Россия — круглая площадка, окруженная кольцевой кладкой из больших камней. Внутри находится яма, обложенная камнями и перекрытая горелым слоем с костями животных.
75. Шапырево, Смоленская обл., Россия — городище находится среди болот. Овальная площадка (14х9 метров) окружена двумя концентрическими валами и рвом (ширина рва 4 метра, глубина 0,4 метра), на дне которого лежат обожженные камни, уголь, зола. Центральная часть площадки окружена кругом столбовых ям и вдоль него земля покрыта углистым слоем, а под насыпью вала проходят две параллельные канавки. Найдены черепки IX—X и XII—XIII веков.
76. Сленза, Польша — гора среди холмистого массива, возвышающегося над силезской низиной, покрыта лесом, выступающими скалами и камнями. По её вершине и склонам проходят каменные валы, основа которых относится к лужицкой культуре (конец гальштата — начало латена). Верхняя часть валов обожжена, найдены здесь раннесредневековая керамика и вещи. На внутренней площадке (120х60 метров) культурный слой отсутствует. На вершине и склонах стоят многочисленные каменные изваяния и на камнях выбиты знаки в виде косого креста. Среди керамики, собранной на городище, большая часть принадлежит к эпохе бронзы и раннего железа (66,5 %), к периоду позднего латена и римскому времени относится 1,3 %, к раннему Средневековью — 1,9 % и к X—XIII веков — 10,4 %. Исследования на Слензе проводились с перерывами, начиная с 1903 года и особенно интенсивно в 1949—1956 годах и позднее. На соседних холмах Радуния и Костюшко также находятся каменные валы — «круги», по имеющимся данным относящиеся к лужицкой культуре.
77. Шумск, Житомирская обл., Украина — около могильника с трупосожжениями находится углубленное сооружение крестообразной формы, ориентированное по сторонам света (размеры 14,2×11 метров, глубина 40—50 сантиметров). Дно сооружения плоское, стенки вертикальные. В центре расположена большая столбовая яма, заполненная камнями, кругом неё столбовые ямы и камни. В центральной части горел огонь. Найдена керамика конца IX—X вв., кремнёвый наконечник стрелы, пережженные кости быка и птиц. Рядом находилось место для сожжения умерших, имевшее вид круглой площадки (диаметром 5 м) с прокаленной поверхностью и слоем угля толщиной 50 сантиметров, окруженной кольцевым ровиком. На соседнем мысу берега стоял один жилой дом и хозяйственные постройки.
78. Щеглец — гранитный валун с петроглифами позднебронзового века. Находится в Новгородском районе Новгородской области.
79. Яздово, Польша — частично исследована круглая в плане каменная вымостка, на которой лежала каменная голова идола.